# ルイス・デ・ソウザ・ペレイラ・ヴァス
ゼ・ルイス（Zé Luis）ことルイス・デ・ソウザ・ペレイラ・ヴァス（Luis de Sousa Pereira Vaz、1989年5月28日 - ）は、モザンビーク出身のプロサッカー選手。ポジションは、ミッドフィールダー
。